# سیستم فایل شبکه‌ای

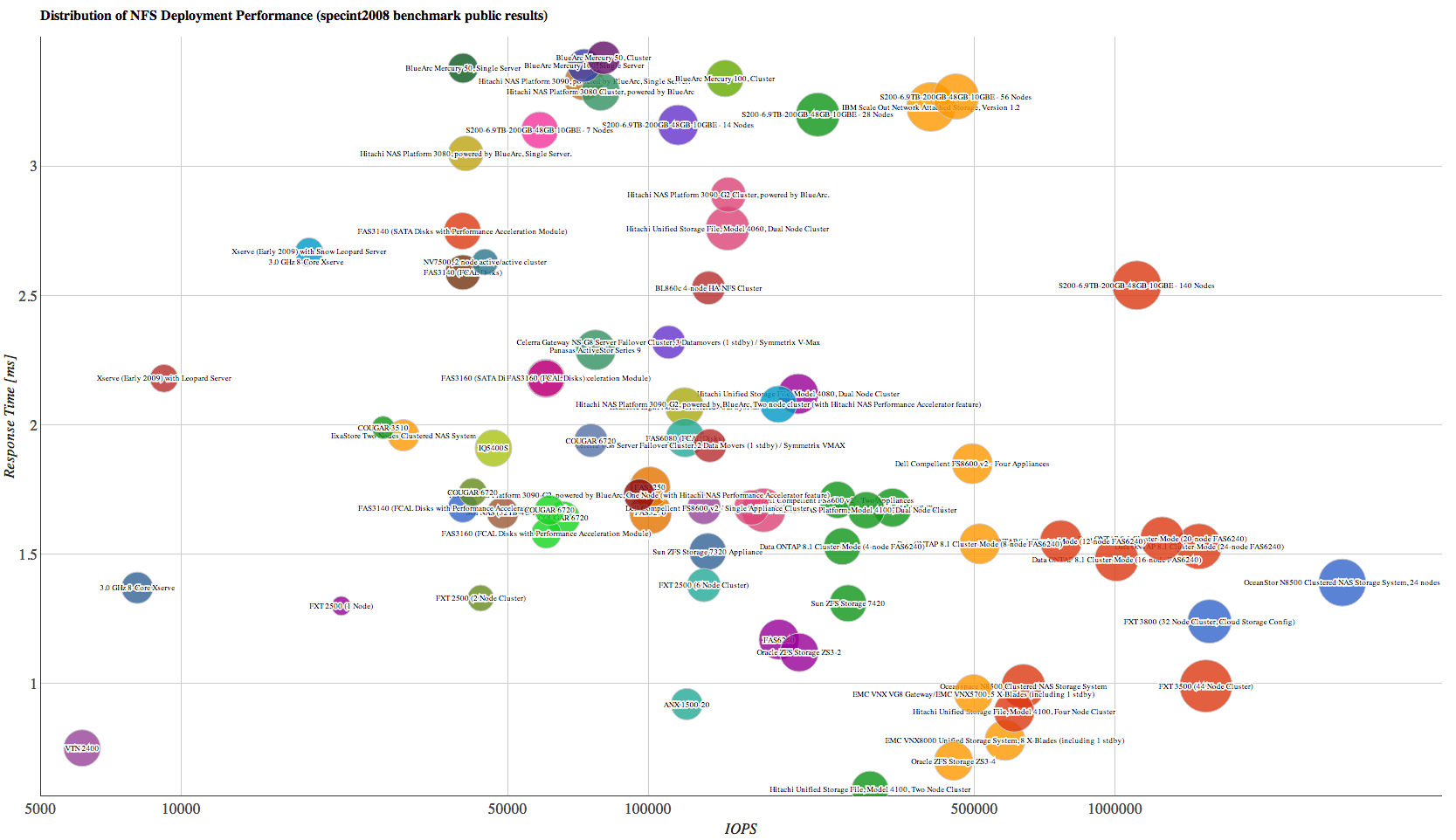
تصویری از یک سیستم شبکه ای

ان‌اف‌اس (به انگلیسی: Network File System) یا فایل‌سیستم توزیع‌شده یک پروتکل سیستم‌فایل توزیع شده‌است که در سال ۱۹۸۴ به وسیلهٔ شرکت سان مایکروسیستمز ایجاد شد. به یک کاربر کلاینت اجازه دسترسی به فایل‌های روی شبکه مانند فایل‌های محلی می‌دهد. ان‌اف‌اس مانند بسیاری پروتکل‌های دیگر در Open Network Computing Remote Procedure Call ساخته شده‌است. سیستم فایل شبکه یک استاندارد باز است که در ان‌اف‌سی شرح داده شده‌است و به هر کسی اجازه اجرا کردن پروتکل را می‌دهد.